# Pablo de Rokha
Pablo de Rokha, seudónimo de Carlos Ignacio Díaz Loyola (Licantén, provincia de Curicó; 17 de octubre de 1894-Santiago, provincia de Santiago; 10 de septiembre de 1968) fue un poeta chileno, Premio Nacional de Literatura 1965. Considerado uno de los cuatro grandes de la poesía chilena —junto con Gabriela Mistral, Pablo Neruda y Vicente Huidobro—, fue un vanguardista que ejerció una gran influencia en la lírica de su país.

## Biografía
Hijo de José Ignacio Díaz y Laura Loyola, fue el mayor de sus hermanos. Vivió gran parte de su infancia en la zona de Llico, Hualañé y Vichuquén, pequeños pueblos de la zona del Maule. Desde pequeño acompañó a su padre en diversos trabajos, tales como: administrador de estancias y jefe de resguardo aduanero en la Cordillera de los Andes. Pablo de Rokha vivió su infancia en la hacienda Pocoa de Corinto, administrada por su padre, a quien acompañaba en sus andanzas cordilleranas.
En 1901 ingresó a la Escuela Pública N.º 3 de Talca y al año siguiente al Seminario Conciliar San Pelayo, de donde fue expulsado en 1911 por leer y difundir "libros blasfemos". Fue en ese período que se inició en la poesía bajo el seudónimo de Job Díaz y, luego, de El amigo Piedra.
Se trasladó a la capital, Santiago, en 1911, donde cursó el sexto año de humanidades, es decir, el último de la enseñanza media. Dio su bachillerato al año siguiente y se matriculó en la Universidad de Chile con el fin de estudiar derecho o ingeniería. Finalmente esto no ocurrió.
Fueron estos tiempos oscuros para el poeta, que vivió en una nebulosa de disgregación y desencanto familiar. Despuntó en él un carácter violento y rebelde. En esa época escribió para distintos periódicos, como La Razón y La Mañana. Publicó sus primeros poemas en Santiago en la revista Juventud de la Federación de Estudiantes de la Universidad de Chile (FECH).
Volvió a Talca en 1914 con un sentimiento de fracaso. Estando allí recibió un poemario firmado por el pseudónimo Juana Inés de la Cruz, titulado Lo que me dijo el silencio. Pese a criticar con cierta dureza el libro, entró en contacto con la autora, Luisa Anabalón Sanderson, verdadero nombre de la poetisa. Volvió a Santiago y se enamoró de ella. El 25 de octubre de 1916 se casó con Luisa, quien posteriormente tomaría el seudónimo literario de Winétt de Rokha.
Entre 1922 y 1924 residió en San Felipe y Concepción, lugar donde fundó la revista Dínamo.
Colaboró con el Frente Popular que eligió presidente de Chile a Pedro Aguirre Cerda en 1938. 
Mientras tanto, nacieron sus hijos Carlos, futuro poeta, Lukó, pintora, Tomás, Juana Inés, José, pintor, Pablo, Laura y Flor. Carmen y Tomás murieron prematuramente, muy pequeños, mientras que Carlos y Pablo ya mayores y de manera trágica. Su última hija es Sandra de Rokha (n. 31.01.1962), que sigue viviendo en la comuna de La Reina, donde estaba la casa del poeta.
En 1944 el presidente Juan Antonio Ríos lo nombró embajador cultural de Chile en América y el De Rokha inició un extenso viaje por 19 países del continente. Mientras el poeta estaba de gira, asumió la jefatura del Estado, en 1946, Gabriel González Videla, quien dos años más tarde promulgaría la Ley de Defensa Permanente de la Democracia, traicionando con ello al Partido Comunista (PC), que junto con el Radical, Socialista, Democrático y el Socialista de Trabajadores lo habían llevado al poder. Comenzó entonces un período de represión contra el PC, en el que De Rokha militaba.
Regresó a Chile en 1949 con su esposa enferma de cáncer. Winnét falleció dos años más tarde. En 1953 apareció Fuego negro, elegía de amor dedicada a ella.
En 1955 publicó Neruda y yo, ácida crítica al poeta, al que llama plagiador, mistificador de los trabajadores y al cual clasificó de falso artista y militante. Estas afirmaciones le provocaron fuerte rechazo de parte de amigos de Neruda. 
Genio del pueblo (1960) reanimó la polémica con Neruda, satirizado bajo el seudónimo de Casiano Basualto. Pablo de Rokha continuó su vida embargado en el dolor y el recuerdo imborrable de su compañera Winétt. Su sufrimiento aumentó con la muerte de su hijo Carlos en 1962.
Recibió el Premio Nacional de Literatura de Chile en 1965, del cual declaró:

Me llegó tarde, casi por cumplido y porque creían que no iba a molestar más.[cita requerida]

El 19 de octubre de 1966 fue nombrado Hijo Ilustre de Licantén. El mismo año, publicó su último libro editado en vida: Mundo a mundo: Francia.
El 10 de septiembre de 1968, a los 73 años de edad, Pablo de Rokha se suicidó de un balazo en la boca, siguiendo el destino de su hijo Carlos, muerto seis años antes, y el de su amigo Joaquín Edwards Bello, que se había matado ese mismo año.
Toda la amargura del poeta se puede expresar en la siguiente declaración con motivo del Premio Nacional:

Mis impresiones en este momento son contradictorias. Cuando vivía Winétt, mi mujer, y también mi hijo Carlos, antes de que la familia se destrozara, este galardón me habría embargado de un regocijo tan inmenso, infinitamente superior a la emoción que siento en este momento. Hoy para un hombre viejo, este reconocimiento nacional que indudablemente me emociona, no puede tener la misma trascendencia.

## Obras

### Poesía
- Versos de infancia (1913-1916)

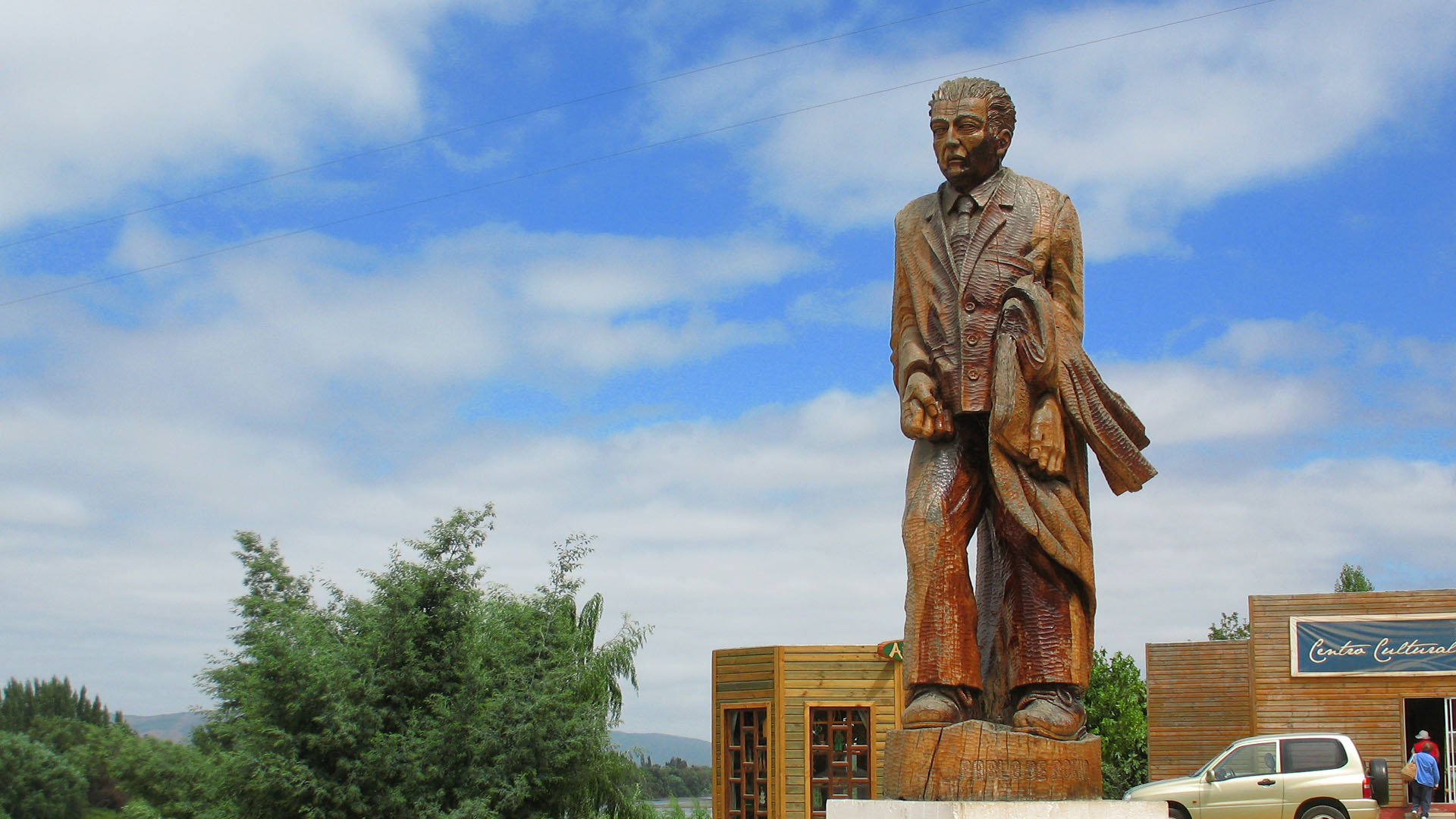
Estatua de madera de Pablo de Rokha en Licantén, obra de Kako Calquin.

- El folletín del diablo (1916-1922)
- Sátira (1918)
- Los gemidos (1922)
- Cosmogonía (1922-1927)[nota 1]
- U (1927)
- Heroísmo sin alegría (1927)
- Satanás (1927)
- Suramérica (1927)
- Ecuación (1929)
- Escritura de Raimundo Contreras (1929)
- El canto de tu vieja (1930-1932)
- Jesucristo (1930-1933)
- Canto de trinchera (1933)
- Los trece (1934-1935)
- Oda a la memoria de Gorki (1936)
- Imprecación a la bestia fascista (1937)
- Moisés (1937)
- Gran temperatura (1937)
- Cinco cantos rojos (1938)
- Morfología del espanto (1942)
- Canto al Ejército Rojo (1944)
- Los poemas continentales (1944-1945)
- Interpretación dialéctica de América y los cinco estilos del Pacífico (1947)
- Carta Magna del continente (1949)
- Arenga sobre el arte (1949)
- Fusiles de sangre (1950)
- Funeral por los héroes y los mártires de Corea (1950)
- Fuego negro (1951-1953)
- Arte grande o ejercicio del realismo (1953)
- Antología (1916-1953)
- Neruda y yo (1955)
- Idioma del mundo (1958)
- Genio del pueblo (1960)
- Oda a Cuba (1963)
- Acero de invierno (1961)
- Canto de fuego a China Popular (1963)
- Himno dedicado a Pekín (1965). Editorial de Escritores, Pekín, septiembre de 1965. 20 poemas solo en idioma chino. En 2020 sería publicado por Ediciones Estrofas del Sur con su título original de China Roja, íntegramente.
- Estilo de masas (1965)
- Epopeya de las comidas y bebidas de Chile (1949) / Canto del macho anciano (1965)
- Tercetos Dantescos a Casiano Basualto (1965)
- Mundo a mundo: Francia (1966)
- El amigo Piedra, autobiografía (1990)
- Obras inéditas, prólogo y selección de Naín Gómez, LOM Ediciones, Santiago (1999)
- China Roja, edición a cargo de Alejandro Lavquén, José Miguel Vidal K. y Sue Carrié de la Puente, Ediciones Estrofas del Sur, Santiago (2020)

### Ensayos
- Heroísmo sin alegría (1926)
- Interpretación dialéctica de América: los cinco estilos del Pacífico – Chile, Perú, Bolivia, Ecuador y Colombia (1948)
- Arenga sobre el arte (1949)
- Neruda y yo (1956)
- Mundo a mundo: Francia (originalmente Mundo a mundo, París, Moscú, Pekín)[4] (1966)

## Influencia en la música
- La canción "Cueca de los Poetas" de Violeta Parra hace referencia al escritor.
- La banda de punk rock porteña Ocho Bolas, en su disco Genio Y Figura (2002) homenajean al poeta, ya que, la totalidad de sus canciones corresponden a poemas o a fragmentos de poemas de De Rokha, musicalizados.
- Verso de Rokha es un proyecto de arte escénico musical nacido en el pueblo natal del poeta (Licantén), que rescata, difunde y recrea su obra literaria a través de la musicalización de sus poemas y la representación actoral.
- La banda de thrash metal chilena Taladro publicó "Pablo de Rokha", canción donde se homenajea al poeta y se destaca su consecuencia, vanguardismo y referencias que hasta el día de hoy continúan vigentes.
- En la canción "induce" de Joe Vasconcellos se hace referencia al autor.
- El grupo de música docta Anticueca lanzó en 2019 una canción titulada "De Rokha" como parte de su disco Con Guitarra y Guitarrón.